# Cincinnati
Cincinnati este un oraș și sediul comitatului Hamilton din statul Ohio, Statele Unite ale Americii. Este situat de-a lungul râului Ohio. Cu o populație de 296.945 de locuitori (2010 census), Cincinnati este al treilea cel mai mare oraș din Ohio și al 65-lea cel mai mare din Statele Unite.

## Istoric
Locuită pentru prima oară în 1788, zona a fost redenumită în 1790, în onoarea Societății Cincinnati. Port fluvial din 1811, importanța localității a crescut odată cu inaugurarea canalului Miami-Erie, în 1832.

## Clima
| Date climatice pentru Cincinnati (Cincinnati/Northern Kentucky Int'l), normale 1981–2010, extreme 1871–prezent | Date climatice pentru Cincinnati (Cincinnati/Northern Kentucky Int'l), normale 1981–2010, extreme 1871–prezent | Date climatice pentru Cincinnati (Cincinnati/Northern Kentucky Int'l), normale 1981–2010, extreme 1871–prezent | Date climatice pentru Cincinnati (Cincinnati/Northern Kentucky Int'l), normale 1981–2010, extreme 1871–prezent | Date climatice pentru Cincinnati (Cincinnati/Northern Kentucky Int'l), normale 1981–2010, extreme 1871–prezent | Date climatice pentru Cincinnati (Cincinnati/Northern Kentucky Int'l), normale 1981–2010, extreme 1871–prezent | Date climatice pentru Cincinnati (Cincinnati/Northern Kentucky Int'l), normale 1981–2010, extreme 1871–prezent | Date climatice pentru Cincinnati (Cincinnati/Northern Kentucky Int'l), normale 1981–2010, extreme 1871–prezent | Date climatice pentru Cincinnati (Cincinnati/Northern Kentucky Int'l), normale 1981–2010, extreme 1871–prezent | Date climatice pentru Cincinnati (Cincinnati/Northern Kentucky Int'l), normale 1981–2010, extreme 1871–prezent | Date climatice pentru Cincinnati (Cincinnati/Northern Kentucky Int'l), normale 1981–2010, extreme 1871–prezent | Date climatice pentru Cincinnati (Cincinnati/Northern Kentucky Int'l), normale 1981–2010, extreme 1871–prezent | Date climatice pentru Cincinnati (Cincinnati/Northern Kentucky Int'l), normale 1981–2010, extreme 1871–prezent | Date climatice pentru Cincinnati (Cincinnati/Northern Kentucky Int'l), normale 1981–2010, extreme 1871–prezent |
| Luna | Ian | Feb | Mar | Apr | Mai | Iun | Iul | Aug | Sep | Oct | Nov | Dec | Anual |
| --- | --- | --- | --- | --- | --- | --- | --- | --- | --- | --- | --- | --- | --- |
| Maxima istorică °F                                                                                             | 77 | 76 | 88 | 90 | 95 | 102 | 108 | 103 | 102 | 91 | 81 | 75 | 108 |
| Maxima medie °F                                                                                                | 38.7 | 42.9 | 53.2 | 64.7 | 73.7 | 82.1 | 85.6 | 84.9 | 78.1 | 66.2 | 54.0 | 41.6 | 63,9 |
| Minima medie °F                                                                                                | 23.0 | 26.0 | 34.0 | 43.7 | 53.2 | 62.0 | 66.1 | 64.8 | 57.0 | 45.5 | 36.2 | 26.6 | 44,9 |
| Minima istorică °F                                                                                             | −25 | −17 | −11 | 15 | 27 | 39 | 47 | 43 | 31 | 16 | 0 | −20 | −25 |
| Precipitații inches                                                                                            | 3.00 | 2.81 | 3.96 | 3.89 | 4.93 | 4.03 | 3.76 | 3.41 | 2.63 | 3.30 | 3.43 | 3.37 | 42,52 |
| Zăpadă inches                                                                                                  | 6.5 | 6.5 | 3.0 | 0.5 | trace | 0 | 0 | 0 | 0 | 0.4 | 0.4 | 4.8 | 22,1 |
| Maxim istoric °C                                                                                               | 25 | 24 | 31 | 32 | 35 | 39 | 42 | 39 | 39 | 33 | 27 | 24 | 42 |
| Maxim mediu °C                                                                                                 | 3,7 | 6,1 | 11,8 | 18,2 | 23,2 | 27,8 | 29,8 | 29,4 | 25,6 | 19 | 12,2 | 5,3 | {{{year high C}}}                                                                                              |
| Minime medii °C                                                                                                | −5.0 | −3.3 | 1,1 | 6,5 | 11,8 | 16,7 | 18,9 | 18,2 | 13,9 | 7,5 | 2,3 | −3.0 | {{{year low C}}}                                                                                               |
| Minimul istoric °C                                                                                             | −32 | −27 | −24 | −9 | −3 | 4 | 8 | 6 | −1 | −9 | −18 | −29 | −32 |
| Precipitații mm                                                                                                | 76.2 | 71.4 | 100.6 | 98.8 | 125.2 | 102.4 | 95.5 | 86.6 | 66.8 | 83.8 | 87.1 | 85.6 | 1.080 |
| Zăpadă cm | 16.5 | 16.5 | 7.6 | 1.3 | trace | 0 | 0 | 0 | 0 | 1 | 1 | 12.2 | 56,1 |
| Umiditate [%]                                                                                                  | 72.2 | 70.1 | 67.0 | 62.8 | 66.9 | 69.2 | 71.5 | 72.3 | 72.7 | 69.2 | 71.0 | 73.8 | 69,9 |
| Nr. de zile cu precipitații (≥ 0.01 in)                                                                        | 12.4 | 11.6 | 12.5 | 12.7 | 12.8 | 11.5 | 10.6 | 9.1 | 7.7 | 8.4 | 10.6 | 12.5 | 132,4 |
| Nr. mediu de zile cu ninsoare (≥ 0.1 in)                                                                       | 6.5 | 5.4 | 2.4 | 0.6 | 0.1 | 0 | 0 | 0 | 0 | 0.1 | 0.8 | 4.9 | 20,8 |
| Ore însorite                                                                                                   | 120.8 | 128.4 | 170.1 | 211.0 | 249.9 | 275.5 | 277.0 | 261.5 | 234.4 | 188.8 | 118.7 | 99.3 | 2.335,4 |
| Sursă: NOAA (relative humidity and sun 1961–1990)                                                              | | | | | | | | | | | | | |

## Personalități născute aici
- George H. Pendleton (1825 – 1889), om politic;
- William Howard Taft (1857 - 1930), președinte al SUA;
- Adolph Ochs (1858 - 1935), publicist;
- Robert A. Taft (1889 - 1953), om politic;
- Doris Day (1922 - 2019), actriță, cântăreață;
- Ted Turner (n. 1938), magnat media;
- Suzanne Farrell (n. 1945), balerină;
- Steven Spielberg (n. 1946), regizor, scenarist;
- Kathleen Sebelius (n. 1948), om de stat;
- Daniel von Bargen (1950 - 2015), actor;
- Julie Hagerty (n. 1955), actriță;
- Rob Portman (n. 1955), senator;
- Heather Mitts (n. 1978), fotbalistă;
- Tiffany Hines (n. 1983), actriță;
- Nicole Gibbs (n. 1993), tenismenă;
- Bonnie Rotten (n. 1993), actriță porno;
- Caty McNally (n. 2001), tenismenă.